# Loves Park
Loves Park es una ciudad ubicada en el condado de Winnebago en el estado estadounidense de Illinois. En el Censo de 2010 tenía una población de 23996 habitantes y una densidad poblacional de 563,32 personas por km².

## Geografía
Loves Park se encuentra ubicada en las coordenadas 42°20′16″N 88°59′54″O / 42.33778, -88.99833. Según la Oficina del Censo de los Estados Unidos, Loves Park tiene una superficie total de 42.6 km², de la cual 41.52 km² corresponden a tierra firme y (2.53%) 1.08 km² es agua.

## Demografía
Según el censo de 2010, había 23996 personas residiendo en Loves Park. La densidad de población era de 563,32 hab./km². De los 23996 habitantes, Loves Park estaba compuesto por el 88.81% blancos, el 3.93% eran afroamericanos, el 0.27% eran amerindios, el 2.62% eran asiáticos, el 0.01% eran isleños del Pacífico, el 2.05% eran de otras razas y el 2.3% pertenecían a dos o más razas. Del total de la población el 6.69% eran hispanos o latinos de cualquier raza.